# 文学界
《文学界》是一本日本文学杂志。它是从岩本善治主办的《女学杂志》中分出来的，1893年1月独立并发行创刊号。参加者最初主要有星野天知、星野夕影、平田秃木、岛崎藤村、北村透谷、户川秋骨等人。“文学界”派作家多为早期受过基督教思想洗礼的进步青年，他们信奉感情主义、在西方文艺复兴文学和浪漫主义文学的刺激下，代表时代的新思潮，开展了一场浪漫主义文学运动。“文学界”派从北村透谷的评论、岛崎藤村的新诗和樋口一叶的小说为代表，提出了人的自由和个性解放的主张，批判了封建道德伦理思想。
1933年10月，小林秀雄、林房雄、武田麟太郎、川端康成、广津和郎、深田久弥、宇野洁二等人重新创立了新《文学界》杂志。后又有横光利一、舟桥圣一、阿部知二、岛木健作、三好达治、中村光夫、中岛健藏等人参加。《文学界》在日本无产阶级文学遭受挫折后，随着文坛上出现的“文艺复兴”的新思潮而应运而生。它主张个人主义及艺术至上主义，对昭和时期日本文坛有一定的影响。从1949年3月起，转为由文艺春秋新社发行的商业文艺杂志。